# アンドレ・フランソワ＝ポンセ
アンドレ・フランソワ＝ポンセ（André François-Poncet, 1887年6月13日 -  1978年1月8日）は、フランスの政治家、外交官。

## 生涯

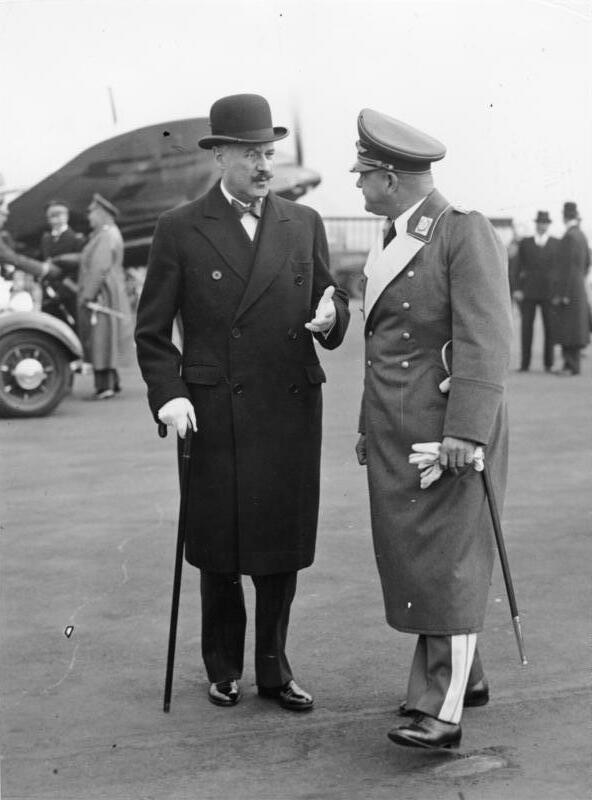
フランソワ＝ポンセ（左）、右はエアハルト・ミルヒ。1937年10月

フランソワ＝ポンセは1887年にセーヌ＝エ＝マルヌ県プロヴァンで、控訴院（Cour d'appel）判事の息子として生まれた。パリ政治学院でドイツ学を学び、最初の研究対象としてジャーナリズムを選んだ。フランソワ＝ポンセの著作には、第一次世界大戦前のドイツ帝国に旅行した際の見聞が含まれている。第一次世界大戦が勃発すると、彼は歩兵中尉として従軍した。
1917年から1919年にかけてはスイスに渡り、ベルンのフランス大使館で報道官として勤務した。この頃から経済問題に関する外交団の一人として、アメリカ等と交渉を行うようになった。1924年からは民主同盟所属の国会議員となり、1928年には社会と民主行動（fr）所属となり、1932年まで議席をもっていた。その後複数の内閣で次官や国際連盟フランス代表を務めた後、1931年8月には大使としてヴァイマル共和政下のドイツに赴任した。
ドイツではナチ党の権力掌握の過程とナチス・ドイツの成立を目の当たりにした。首相に就任する数ヶ月前のアドルフ・ヒトラーを「オルレアンの乙女（ジャンヌ・ダルク）と喜劇俳優チャップリンの雑種」と評した。ウィリアム・L・シャイラーが『第三帝国の興亡』において「ベルリンで最も優れた外交官」と評した彼は洞察力に優れており、ラインラント進駐等のドイツの計画について何度も警告を発した。しかしフランス政府がこの意見を採り上げることはなかった。1938年10月のミュンヘン会談の後、駐独大使から駐伊大使へと転任した。10月18日にはケールシュタインハウスでヒトラーと会見している。ヒトラーは後に「フランソワ＝ポンセは私が知っている限りで最も頭のいい外交官である。ドイツの外交官も含めてである。」と回想している。その後1940年までイタリアで勤務したが、第二次世界大戦が勃発すると、ヴィシー政権の命令によって本国に召還され、名目上の評議員の職を与えられた。しかし1943年、ゲシュタポによって逮捕され、2年間チロルにおいて監禁された。
戦後釈放された彼は、1948年に赤十字社連盟の常任委員会議長となった。1949年には連合国軍軍政期のドイツにおけるフランス占領地域の高等弁務官となり、同年11月29日には連邦共和国臨時政府（西ドイツ）の外交権と自立権を認めたペータースベルク協定にコンラート・アデナウアー連邦首相、米英の高等弁務官とともに調印している。その後ドイツ連邦共和国が正式に発足する1955年まで高等弁務官の職にあった。この間の1952年にはアカデミー・フランセーズ会員となっている。1955年からはフランス赤十字社の総裁となり、1967年まで務めた。1978年にパリで没した。息子にはヴァレリー・ジスカール・デスタン大統領下で外相を務めたジャン・フランソワ＝ポンセ（fr）がいる。

## 著作
- La France et les Huit Heures., Paris, 1922 (écrit avec Emile Mireaux)
- La vie et l'œuvre de Robert Pinot., Paris, Armand Colin, 1927,
- Souvenirs d'une Ambassade à Berlin, septembre 1931-octobre 1938, Paris, Flammarion, 1947.
- De Versailles à Potsdam. La France et le problème allemand contemporain, 1919-1945, Paris, Flammarion, 1948.
- Carnets d'un captif. Arthème Fayard, Paris, 1952,
- Au Palais Farnèse. Souvenir d’une ambassade à Rome 1938-1940, Fayard, Paris, 1961,
- Au fil des jours, propos d'un libéral 1942-1962, Flammarion. 1962,
- Au fil des jours, propos d'un libéral 1962-1965, Flammarion. 1966,
- Stendhal en Allemagne, Hachette, 1967,

### 解説執筆
- 大久保昭男訳『ヒトラー＝ムッソリーニ秘密往復書簡』草思社 (1996年) ISBN 978-4794207258